# Nodilittorina unifasciata
The Blue Periwinkle hoặc Nodilittorina unifasciata Grey, 1826, là một loài ốc biển nhỏ, động vật thân mềm chân bụng sống ở biển trong họ Littorinidae. Vỏ dài từ 10-16mm

## Phân bố
Loài này sinh sống ở Úc và New Zealand. Nó cũng được tìm thấy ở quần đảo South Thái Bình Dương cũng như đảo Norfolk Island.